# Блер (Оклахома)
Блер (англ. Blair) — місто (англ. town) в США, в окрузі Джексон штату Оклахома. Населення — 727 осіб (2020).

## Географія
Блер розташований за координатами 34°46′48″ пн. ш. 99°19′59″ зх. д. / 34.78000° пн. ш. 99.33306° зх. д. (34.779892, -99.332938).  За даними Бюро перепису населення США в 2010 році місто мало площу 1,18 км², уся площа — суходіл.

### Клімат
| Клімат : Блер            | Клімат : Блер | Клімат : Блер | Клімат : Блер | Клімат : Блер | Клімат : Блер | Клімат : Блер | Клімат : Блер | Клімат : Блер | Клімат : Блер | Клімат : Блер | Клімат : Блер | Клімат : Блер | Клімат : Блер |
| Показник                 | Січ.          | Лют.          | Бер.          | Квіт.         | Трав.         | Черв.         | Лип.          | Серп.         | Вер.          | Жовт.         | Лист.         | Груд.         | Рік           |
| Середній максимум, °C    | 11,1          | 14,3          | 20,1          | 25,7          | 29,8          | 34,2          | 37,3          | 36,3          | 31,4          | 25,7          | 17,8          | 12,0          | 24,6          |
| Середній мінімум, °C     | −4,2          | −1,6          | 3,2           | 8,6           | 13,9          | 18,6          | 20,7          | 19,9          | 16,0          | 9,6           | 3,1           | −2,3          | 8,8           |
| Норма опадів, мм         | 20            | 28            | 38            | 46            | 109           | 97            | 51            | 58            | 86            | 69            | 33            | 20            | 650           |
| ------------------------ | ------------- | ------------- | ------------- | ------------- | ------------- | ------------- | ------------- | ------------- | ------------- | ------------- | ------------- | ------------- | ------------- |
| Джерело: Weatherbase.com |               |               |               |               |               |               |               |               |               |               |               |               |               |

## Демографія
Згідно з переписом 2010 року, у місті мешкало 818 осіб у 336 домогосподарствах у складі 227 родин. Густота населення становила 694 особи/км².  Було 401 помешкання (340/км²).
Расовий склад населення:
| - 83,3 % — білих - 2,7 % — корінних американців - 0,6 % — чорних або афроамериканців - 0,2 % — азіатів - 7,0 % — осіб інших рас |

До двох чи більше рас належало 6,2 %. Частка іспаномовних становила 15,2 % від усіх жителів.
За віковим діапазоном населення розподілялося таким чином: 26,3 % — особи молодші 18 років, 58,5 % — особи у віці 18—64 років, 15,2 % — особи у віці 65 років та старші. Медіана віку мешканця становила 36,6 року. На 100 осіб жіночої статі у місті припадало 92,9 чоловіків;  на 100 жінок у віці від 18 років та старших — 85,5 чоловіків також старших 18 років.
Середній дохід на одне домашнє господарство  становив 40 606 доларів США (медіана — 36 458), а середній дохід на одну сім'ю — 44 859 доларів (медіана — 50 333). Медіана доходів становила 35 625 доларів для чоловіків та 21 250 доларів для жінок. За межею бідності перебувало 29,0 % осіб, у тому числі 53,2 % дітей у віці до 18 років та 7,6 % осіб у віці 65 років та старших.
Цивільне працевлаштоване населення становило 292 особи. Основні галузі зайнятості: освіта, охорона здоров'я та соціальна допомога — 22,9 %, роздрібна торгівля — 16,4 %, будівництво — 13,7 %, публічна адміністрація — 12,0 %.